# Choi Yun-kyeom
Choi Yun-kyeom (* 21. April 1962) ist ein ehemaliger südkoreanischer Fußballspieler, der bei Yukong Elephants spielte. Seit Anfang 2023 ist er als Trainer bei Chungbuk Cheongju FC tätig.

## Karriere als Spieler

### Jugendzeit bei der Universität Incheon
Choi Yun-kyeom studierte an der Universität Incheon und spielte in dieser Zeit für die Universitätsmannschaft.

### Fußball-Karriere in Südkorea
Nach seiner Universitätszeit unterschrieb er 1986 einen Vertrag bei Yukong Elephants. 1989 wurde er mit Yukong K-League-Meister. Ende 1992 beendete er nach 6 Jahren seine Fußballerkarriere und wechselte Vereinsintern in die Trainerabteilung.

## Karriere als Trainer
1993 wurde er in Yukong Co-Trainer. Er führte diese Funktion bis 2001 aus, ehe er Interimstrainer wurde. Ende 2001 wurde er als neuer Trainer für die Saison 2002 vorgestellt. Diese Funktion konnte er allerdings nicht lange ausführen. Im selben Jahr wurde er von seinen Aufgaben als Trainer wieder befreit. 2003 unterschrieb er einen Vertrag bei Daejeon Citizen. Dort wurde er als neuer Trainer vorgestellt. 2004 wurde er im Korean League Cup Zweiter mit Daejeon. Ihm fehlten 2 Punkte zum Gewinn des League Cups. 2007 endete seine Zeit in Daejeon Citizen und er verließ den Verein. Erst 4 Jahre später kam er als Trainer wieder zurück in den Fußball. 2011 wurde er Trainer des vietnamesischen Vereins Hoàng Anh Gia Lai. Er blieb dort bis 2014, ehe er Anfang 2015 nach Gangneung zu Gangwon FC ging. 2015 wurde er mit Gangwon FC enttäuschend 7. in der K League Challenge. 2016 wurde er mit Gangwon in der regulären Saison 4. und konnte sich für die Play-offs qualifizieren. Er schlug im Halbfinale Busan IPark und im Finale der Play-offs Bucheon FC 1995. In der Relegation konnte sein Team gegen Seongnam FC zuhause 0:0 spielen und in Seongnam durch ein 1:1 dank der Auswärtstorregelung mit Gangwon FC in die K League Classic wieder zurückkehren. Der Aufstieg ist sein bisher größter Erfolg als Trainer. In seiner Aufstiegssaison wurden einige namhafte Spieler verpflichtet. Nachdem Gangwon FC bis Mitte der Saison 2017 unter den besten 4 Mannschaften war, rutschte der Verein nach einigen Niederlagen wieder auf Platz 6 ab. Dem Verein drohte sogar der Absturz auf Platz 7, den Abstiegsrundenplatz. Am 14. August 2017 trennte sich der Verein von ihm und er wurde vorläufig durch Park Hyo-jin ersetzt. Anfang 2018 wurde er als Trainer bei Busan IPark FC vorgestellt. Er beendete die Saison mit Busan auf Platz 3 und gewann anschließend die Play-off-Spiele. In den darauffolgenden Relegationsspielen, verlor er aber mit Busan die Relegation gegen den FC Seoul, sodass er den Aufstieg nicht realisieren konnte. Als Resultat auf das verpasste Saisonziel, entließ ihn sein Arbeitgeber am 12. Dezember 2018.

## Erfolge
- 1× Aufstieg in die K League Classic 2016